# 十河一存
十河一存（不詳—1561年4月2日、永祿四年三月十八日）日本戰國時代武將，三好氏家臣。官位左衛門尉、民部大輔、讚岐守。三好元長四男，後來成為十河氏十河景滋的養子。幼名又四郎，初名長正。正室是公卿九條稙通之女，兒子有三好義繼及十河存子，養子為十河存保。

## 生涯
一存於勝瑞城出生。由於讚岐國人眾十河景滋世子金光早逝，一存便在兄長三好長慶命令下，在天文十年（1542年）過繼成為十河景滋的養子，改名十河一存，同時將三好家的勢力擴展至讚岐。同年秋季，一存統率十河軍與讚岐的另一有力豪族寒川元政交戰時，不顧自身受傷，領軍大破敵人。此戰之後一存武名遠播，也因此被時人稱作「鬼十河」。
天文十八年（1549年）六月，在江口之戰中，一存與兄長一同對抗殺父仇人三好政長，為該戰的勝利做出了貢獻。政長戰敗身死，其主細川晴元逃往近江，由此一直掌管幕府政權的細川氏勢力也隨之垮台。永祿三年（1560年），三好氏與畠山高政交戰後大勝將之流放，高政所領有的河內一國也納入三好家的支配下。隨後一存被任命為岸和田城城主，協助長慶壓制南和泉的寺内町势力。
永祿四年（1561年），一存在與根來寺僧兵作戰時罹患瘡病，在與松永久秀同往有馬溫泉進行療養時突然去世。一存死後，其家督之位由養子十河存保繼承。關於一存死因有一說認為是遭松永久秀所暗殺，亦有認為是見松永久秀在家中實力日長自知無力回天，故意落馬而死的說法。